# Олястро Чиленто
Оля̀стро Чилѐнто (на италиански: Ogliastro Cilento) е село и община в Южна Италия, провинция Салерно, регион Кампания. Разположено е на 365 m надморска височина. Населението на общината е 2274 души (към 2010 г.).